# Famille Haller
Haller (hallerkői Haller en hongrois ; Haller von Hallerstein en allemand) est le patronyme d'une famille noble allemande et hongroise de Transylvanie, originaire d'Allemagne. 

## Histoire
Ancienne famille patricienne de Nuremberg, la famille Haller est originaire de Franconie où elle apparaît au XIVe siècle. Elle appartient à la noblesse impériale à partir du XVe siècle. Une branche de la famille s'installe en Hongrie et en Transylvanie entre la fin du XVe et le début du XVIe siècle. Les deux branches sont encore en contact à la fin du XVIIe siècle, bien que la branche hongroise ait déjà dépassée en richesse et en prestige la branche allemande. On retrouve la branche allemande en Bavière, en Prusse ainsi qu'en Autriche. 

### Branche allemande
Appartiendrait à cette famille Heinricus Hallare, cité en 1205 dans l'entourage des ducs de Andechs-Meran, et Ulricus Hallar, juge à Innsbruck, cité dans un document du comte Albert de Tyrol en 1230. Ulrich Haller est cité en 1297 comme consul à Nuremberg et confident de l'empereur Louis de Bavière et en 1316 comme investi par la Haute Cour de Großhabersdorf. Les Haller d'Allemagne ont acquis une grande fortune dans le commerce, avec des contacts d'affaires à Cologne, Lyon, Bologne et Venise, mais aussi en Autriche et en Hongrie. Chevalier d'Empire du cercle de Steigerwald au XVIIe siècle. Le colonel Johann Georg Haller von Hallerstein sauve des Français les insignes impériaux en 1796. Johann Sigismund Haller, président du conseil de guerre à Nuremberg, accède avec sa famille au rang de baron en 1790. Ses armoiries, identiques à celles de la branche hongroise, sont alors agrémentées sur-le-tout de l'aigle impérial bicéphale. Inscrite en 1813 dans la noblesse bavaroise.

#### Quelques membres
- Bertold Haller (†1379), financier de Charles IV.
- Wilhelm Haller von Hallerstein (†1504), conseiller politique de Charles le Téméraire, duc de Bourgogne.
- Hieronymus Haller (†1519), ami de Conrad Celtes, trésorier de Charles Quint.
- Bartholomäus Haller von Hallerstein (1486–1551), maire impérial de Francfort-sur-le-Main, secrétaire de la reine Marie de Hongrie.
- Wolf Haller von Hallerstein (1492–1559), conseiller de Charles Quint.
- Johann Sebastian Haller von Hallerstein (1684–1745), Generalfeldmarschallleutnant du Cercle de Franconie.
- August Haller von Hallerstein (1703–1774), missionnaire en Chine, astronome, il fut durant trente-cinq ans le chef du Bureau Impérial d'astronomie et de mathématiques à la cour de l'empereur Qianlong. Créateur du premier astrolabe de l'Observatoire antique de Pékin.
- Karl Haller von Hallerstein (1774-1817), archéologue allemand .
- Johann Sigmund Haller von Hallerstein (1723–1805), maire de la ville impériale de Nuremberg.
- Sigmund Haller von Hallerstein (de) (1861–1936), médecin et homme politique allemand social-démocrate, il fut notamment député, ministre bavarois des Finances (1919) et le premier vice-président du Parlement en 1920.
- Freiherr Wilhelm Haller von Hallerstein (de), directeur général de la banque Sal. Oppenheim depuis 2009. Né Trey, il est autorisé à prendre le nom de son épouse.

### Branche hongroise
La ligne hongroise de Transylvanie a été élevé en 1699 au rang de baron et en 1713 à celui de comte.

#### Quelques membres
- Péter Haller (hu) (Buda, 1500 – Szeben, 1570). Conseiller du roi, il est envoyé en Transylvanie par Ferdinand Ier. Il est conseiller  (1529, 1543-1546) puis maire de Szeben (1554-1556). Il est juge royal (királybíró) de Szeben à partir de 1552 et comte des saxons (Comes Saxonum). Père du suivant.
- Gábor I Haller (1550-1608), noble transylvain, capitaine en chef de Fogaras, főispán de Küküllő et conseiller princier. Il épouse Ilona Bocskay, sœur d'Étienne II Bocskai, belle-sœur de Christophe Báthory et tante de Sigismond Ier Báthory, qui furent tous les trois princes de Transylvanie.
- Célibataire et fils déshérité du général István I Haller (1591–1657), confident des princes Gabriel Bethlen et Georges Ier Rákóczi et l'un des plus fermes partisans du catholicisme en Transylvanie, Gábor II Haller (hu) (1614-1663) est un général en chef (főgenerális), un homme politique et un chroniqueur transylvain. Il est capitaine de Szamosújvár (1645) puis de Nagyvárad (1659). Il combat aux côtés de Georges Ier Rákóczi. Ardent partisan de Jean III Kemény, il se rallie finalement à Abaffi Ier. Il est arrêté par les Turcs durant le siège de Érsekújvár puis exécuté en 1663.
- baron János Haller (hu) (1626-1697), homme politique et écrivain transylvain, főispán de Torda.
- baron István Haller  (†1710), Gouverneur de Transylvanie (1709-1710).
- comte László Haller (hu) (1717-1751), grand propriétaire transylvain, főispán de Máramaros et traducteur.
- comte János Haller  (†1756), Gouverneur de Transylvanie (1734-1755).
- Xavér Ferenc Haller (1716-1760), missionnaire jésuite à Quito, en Équateur.
- József Haller (1725-1777). Natif de Felsőidecs dans le comitat de Torda, professeur d'Humanités à kolozsvár, il devient missionnaire en Amérique latine et décède à Quito, en Équateur, en 1777.
- comte Gábor Haller (1749–1822), chambellan impérial et royal, főispán de Küküllő, Trésorier de Transylvanie. Conseiller privé, il était Grand-croix de l'Ordre impérial de Léopold.
- comte József Haller (†1812), főispán de Máramaros, conseiller royal, Franc-maçon, Grand Maître de la loge de Budapest (1778).
- comte Ferenc Haller (1796-1875), ban de Croatie et de Slavonie (1842-1845), Lieutenant-général (1848), aide-de-camp de l'archiduc Albert (1856), général de cavalerie (1859), capitaine général de la Garde du corps royale hongroise (1867-1875).
- comte Ferenc Haller (1805-1867), chanoine-prévôt de Nagyvárad.
- István Haller (en) (1880-1954), journaliste et homme politique hongrois social-chrétien, il fut notamment ministre de l'Éducation et des Cultes (1919-1920).
- István Haller (1896–1971), agriculteur et homme politique.
- comte Alfréd Haller (1908-1944), journaliste et poète, il est tué par les Croix fléchées lors de bataille de Budapest.

## Homonyme
- Famille hilibi Haller : Gábor Haller (hu) (1836-1911), avocat, professeur de droit à kolozsvár et maire de la ville de 1884 à 1886. Membre de la Chambre des magnats, on lui doit une partie de la planification urbaine de kolozsvár et la création de plusieurs institutions publiques.

## Sources, liens externes
- Magyar Életrajzi Lexikon (MEK),
- Kislexikon, "Haller",
- Magyar Katolikus Lexikon, Budapest, 1998
- Blason et histoire sur wikibooks